# Trametes suaveolens
Trametes suaveolens là một loài nấm thuộc họ Polyporaceae. Loài nấm này được tìm thấy ở Trung và Bắc Âu đến châu Á. Loài nấm này xuất hiện trong số những loài nấm khác ở các nước Trung Quốc và Bắc Triều Tiên. Ngoài ra, loài này còn xuất hiện ở Bắc Mỹ. Loài này đang bị đe dọa ở một số nước châu Âu. Ở Thụy Điển loài này chỉ xuất hiện ở 15 nơi. Các quốc gia nơi nấm nứa bị đe dọa là: Đan Mạch, Anh, Estonia, Lithuania, Na Uy và Thụy Điển.Pagka karon wala pay siak nga nalista ubos niini niya.

## Hình ảnh

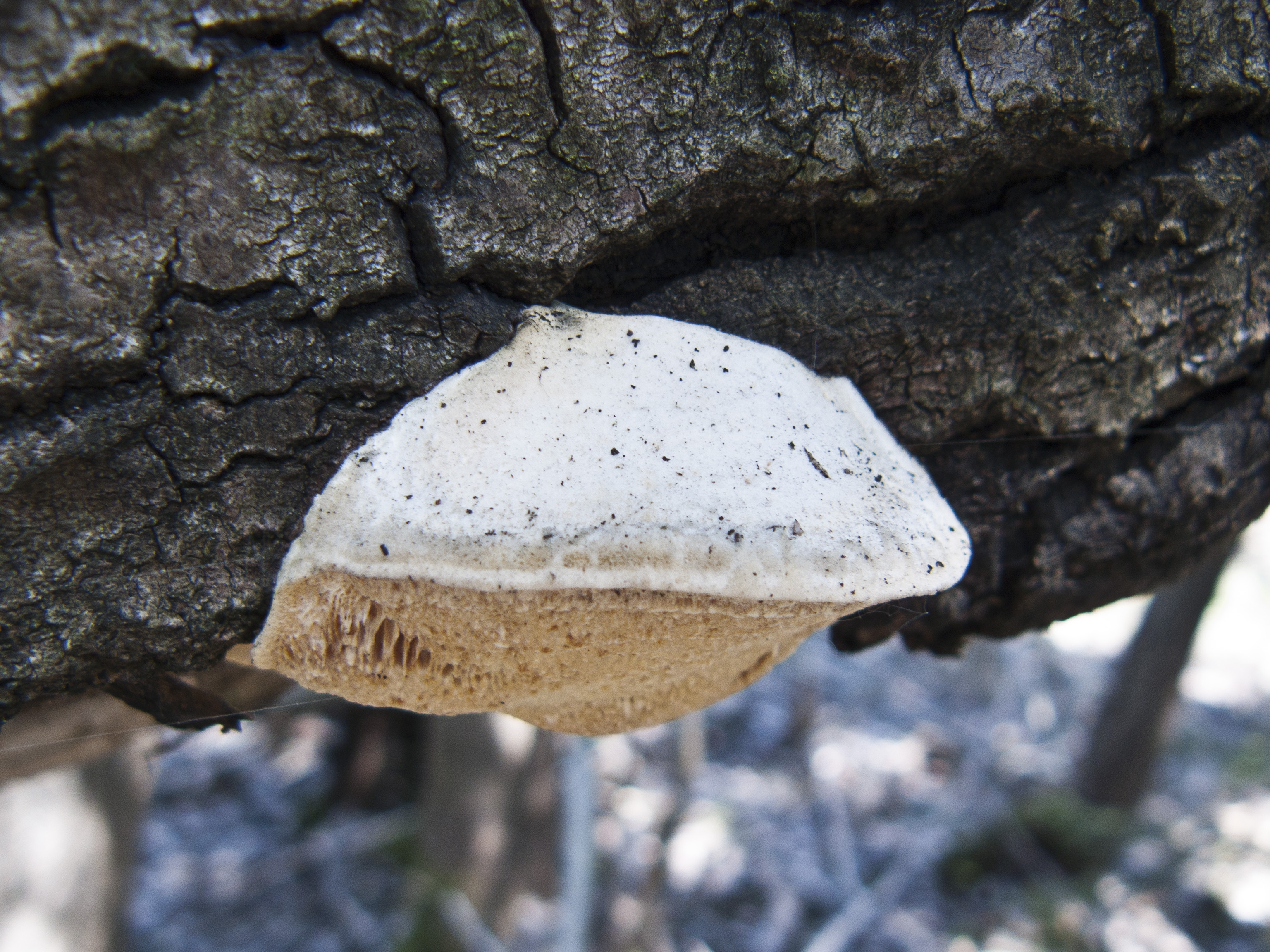
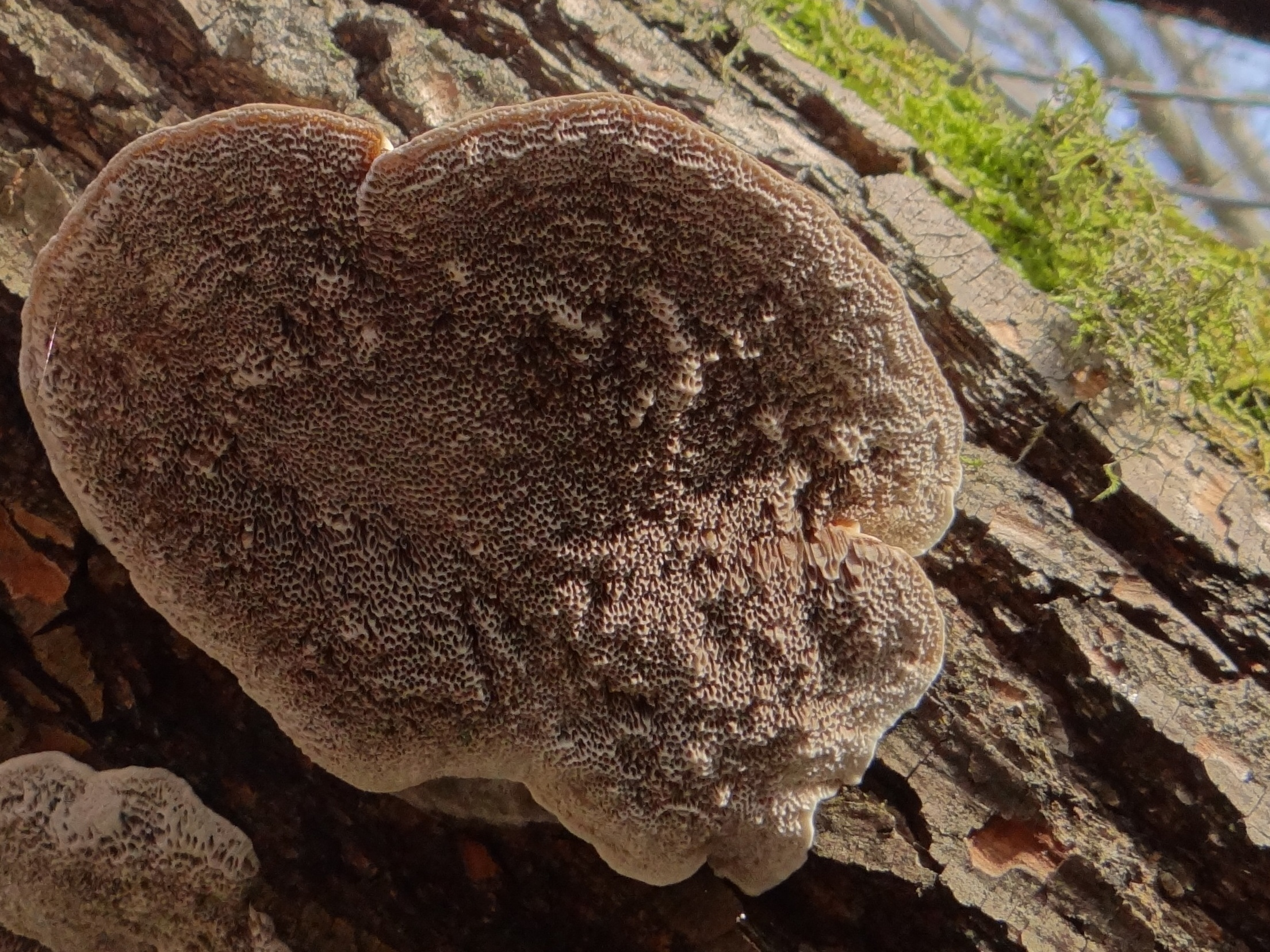
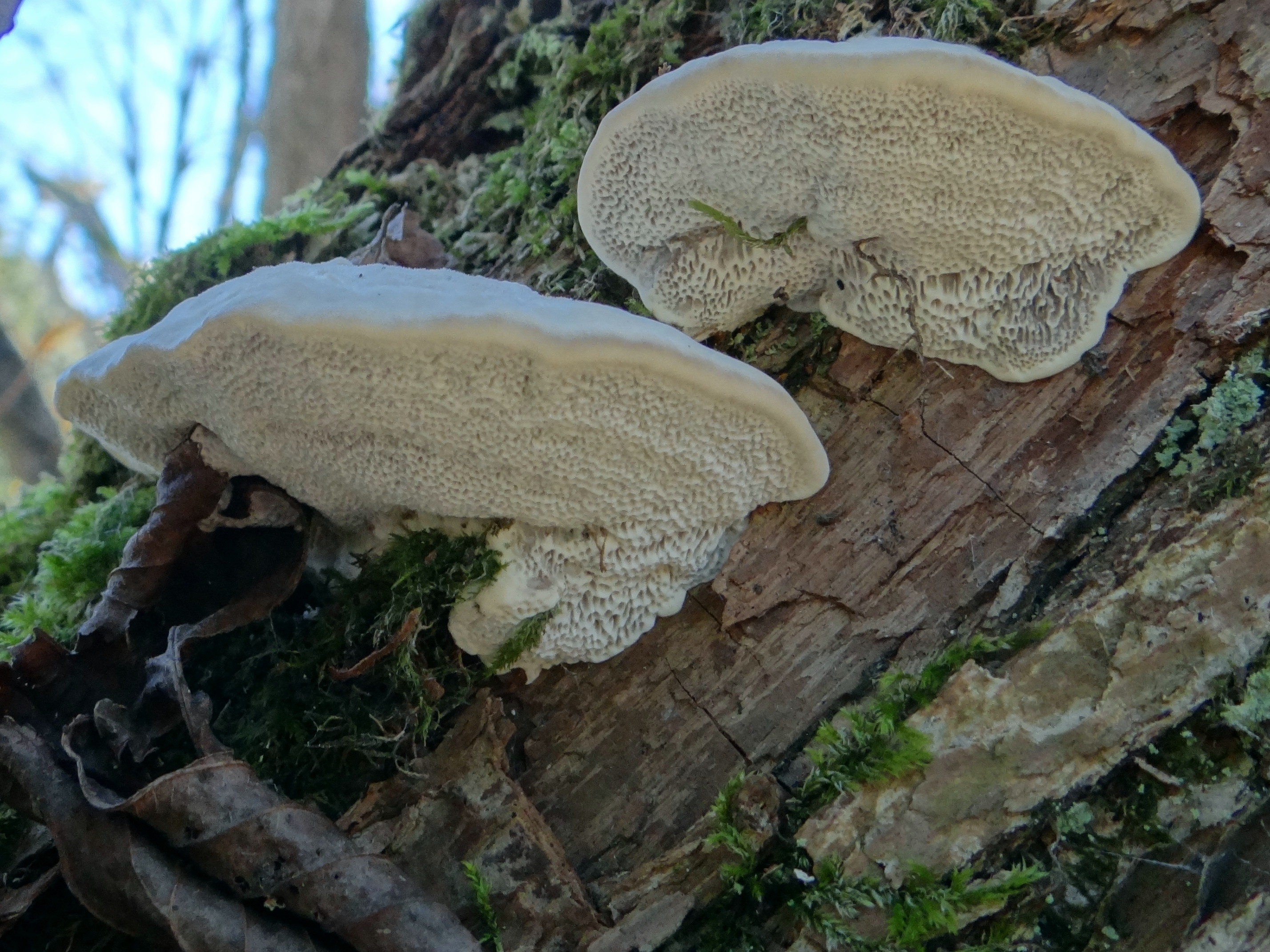
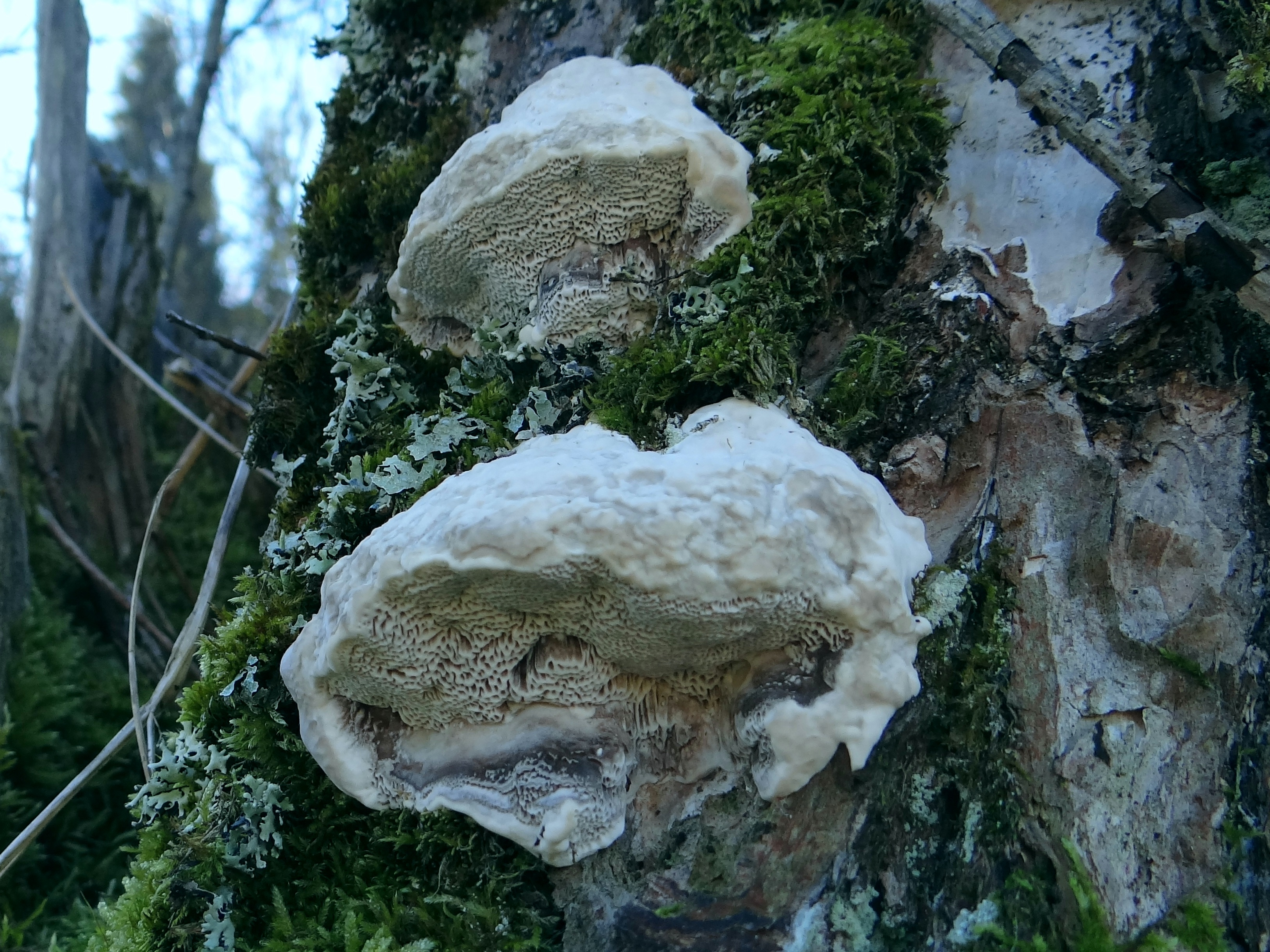
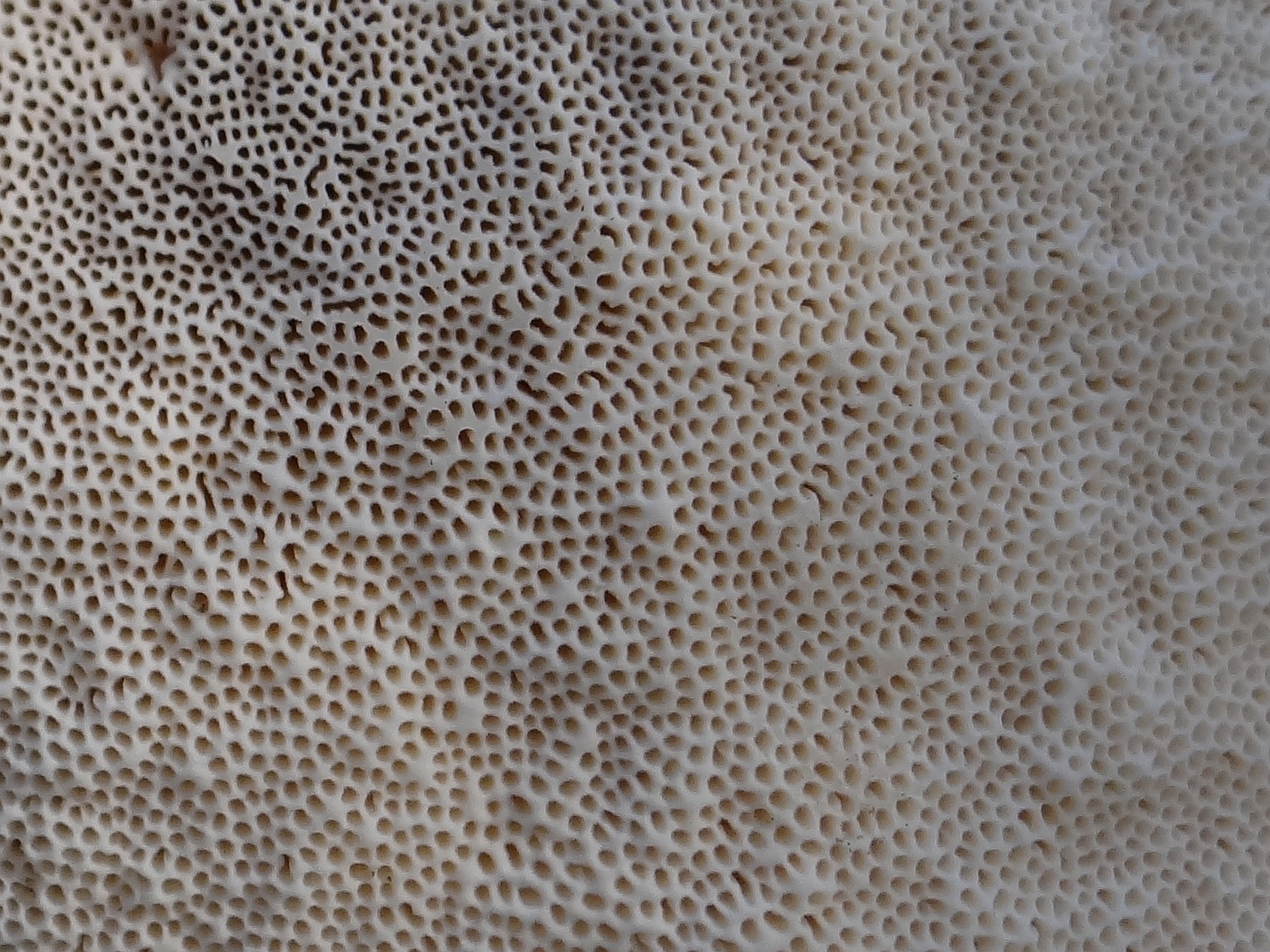
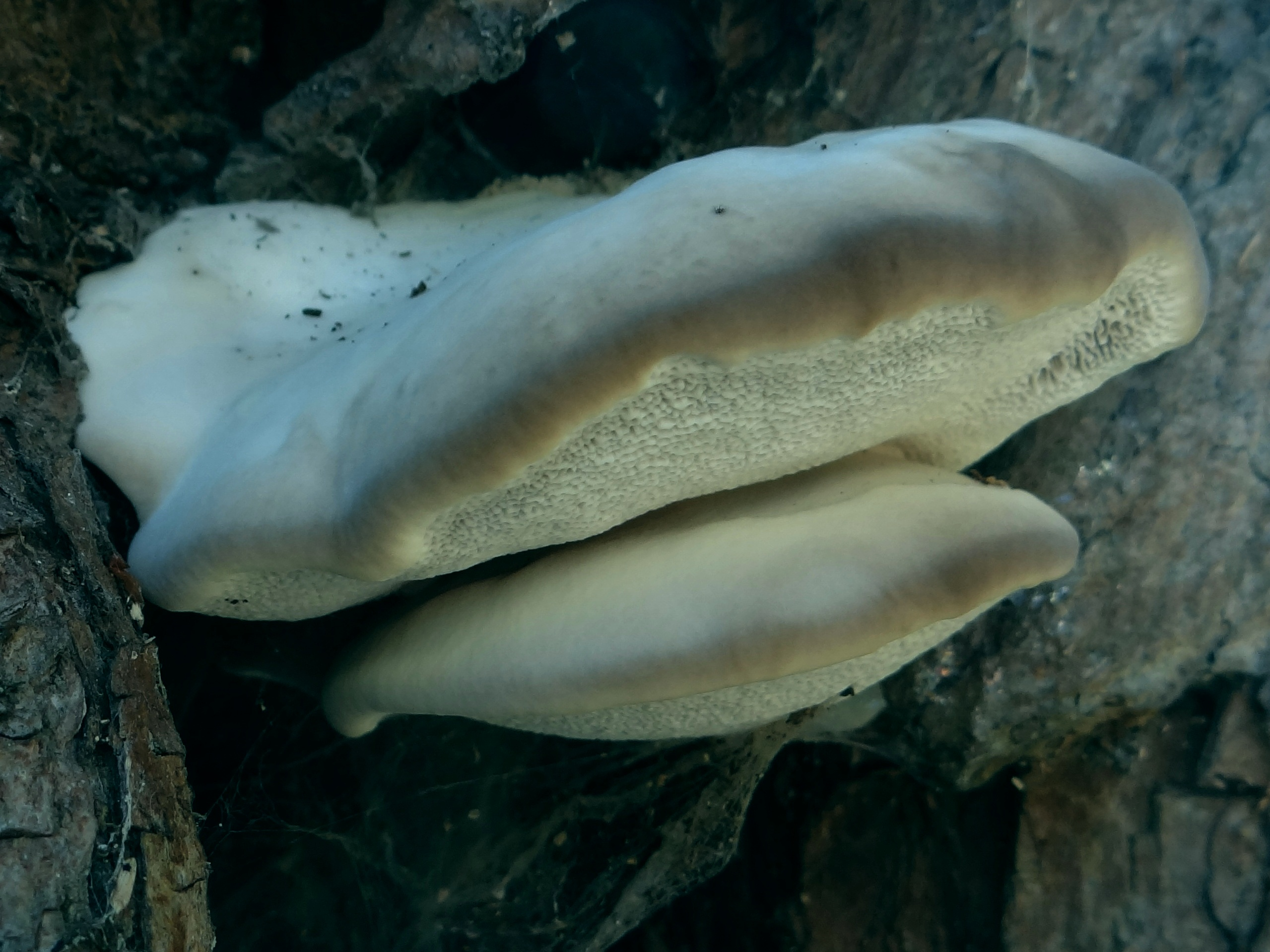